# Nolan Arenado
Nolan James Arenado (/ˌærəˈnɑːdoʊ/; nascido em 16 de abril de 1991) é um jogador profissional de beisebol que atua como terceira base pelo St. Louis Cardinals da Major League Baseball (MLB). Fez sua estreia na MLB com o Colorado Rockies em 2013. Arenado é considerado, atualmente, um dos melhores em sua posição, bem como um exímio defensor e um ótimo rebatedor por sua extrema força e aproveitamento expressivo no bastão. É o único infielder a vencer o prêmio Rawlings Gold Glove Award em cada uma de suas primeiras seis temporadas na MLB.